# エレン・センプル
エレン・チャーチル・センプル（Ellen Churchill Semple、1863年1月8日 - 1932年5月8日）は、アメリカ合衆国の女性地理学者。センプルの業績は人文地理学（人類地理学）と環境論に深く関わっている。センプルは、彼女の一連の著書および論文によって、ドイツの地理学者フリードリヒ・ラッツェルの業績のある側面を英語圏の地理学者に知らしめた。センプルの標準的な学問上の業績に関する評価は、「社会環境よりもむしろ自然環境（物理的環境）が文化を規定する」という理論である環境決定論を主張したというものであるが、決定論とは相反する環境の影響についても論じている。

## 経歴
センプルはスコットランド系の父・アレクサンダー・ボナー・センプルとイギリス系の母・エメライン・プライス・センプルの5人の子の末子としてケンタッキー州ルイビルに生まれた。父はセンプルが8歳の時に亡くなるが、兵器商をしていたため南北戦争で莫大な富を築き、生活には困らなかった。読書と乗馬とテニスを趣味とする活発な少女であった。1878年に15歳でヴァッサー大学に入学、1882年に優秀な成績で同学を卒業、姉のパティ・ブラックバーン・センプルが設立した学校で古代史の授業を担当する傍らで修士号取得に向け論文を執筆、Slavery:a study in sociologyで修士の学位を取得する。その間、ラッツェルの著書『人類地理学』と出会い、ラッツェルのいるライプツィヒ大学に留学することを決意する。当時のライプツィヒ大学は女子学生の正式な入学を認めておらず、教授の許可を得て聴講することしかできなかった。センプルは1891年から1892年にかけてと1895年の2回ライプツィヒ大学に留学した。1904年、母とラッツェルが相次いで亡くなった。
1906年、シカゴ大学での講義を始め、1921年にはクラーク大学（Clark University）教授に就任した。同年にはアメリカ地理学会の会長に就任している。シカゴ大学での講義「地中海地域の人類地理学」の受講生の中にはリチャード・ハーツホーンがいた。
フロリダ州ウェストパームビーチで死去、ルイビルのケーブ・ヒル墓地に埋葬されている。ルイビルには彼女の名をとったエレン・C・センプル小学校（Ellen C. Semple Elementary School）がある。

## 学問上の評価
センプルは師・ラッツェルの人類地理学の思想と方法論を英語圏に広めたことで知られるが、ラッツェルの悪い部分のみを広めた、行き過ぎた環境決定論である、といった批判的な語り方をされることが多い。主著『地理的環境の影響』（Influences of Geographic Environment）に関しても「科学的厳密性にはほど遠いもの」と非難されている。同書は「人間は地表の産物である」という書き出しから始まり、環境の文明への影響を平易な文章で記述し、『アメリカの歴史とその地理的状況』（American History and Its Geographic Conditions）は、アメリカ合衆国の歴史における過酷な自然への適応と競争による淘汰を正当化したため多くの読者を獲得し、環境決定論の普及と通俗化が進む契機となった。この人気は半世紀を経過しても衰えることなく、後世のアメリカの地理学者を呆れさせるほどだった。
多くの批判の一方で2007年に没後75年を迎えたことをきっかけに、アメリカ地理学会でセンプルの地理学研究を改めて検討する取組が行われた。
田中（2008）によれば、従来の研究では、センプルはラッツェルの影響を受けた、という面ばかりが強調されてきたが、ドイツ留学を通してラッツェルに当時のアメリカの情報や国勢調査データ、学術雑誌を提供するなど、ラッツェルにセンプルが影響を与えた面もあるという。センプルの提供した資料はラッツェルの著書『アメリカ』（Amerika）に生かされている。

## 著書
- 『文明は経済的事実の根底にある』（Civilization Is at Bottom an Economic Fact）1896年
- 『植民地の歴史におけるアパラチア山脈の影響』（The Influence of the Appalachian Barrier Upon Colonial History）1897年
- 『ケンタッキー山脈のアングロサクソン：人類地理学的研究』（The Anglo-Saxons of the Kentucky Mountains: A Study in Anthropogeography）1901年
- 『アメリカの歴史とその地理的状況』（American History and Its Geographic Conditions）1903年
- 『セントローレンス川下流の北岸の村々』（The North-Shore Villages of the Lower St. Lawrence）1904年
- 『地理的環境の影響：ラッツェルの人類地理学体系に基づく』（ Influences of Geographic Environment: On the Basis of Ratzel's System of Anthropo-Geography.）1911年
  - 日本語訳書
    - 村尾昇一 訳『地理環境文化史』而立社、1926年
    - 金崎肇 訳『環境と人間 ― ラッツェルの人類地理学の体系に基づく』古今書院、1979年、 ISBN 9784772211178
- 『地中海盆地の障壁境界とその北部沿岸の歴史的要因』（Barrier Boundary of the Mediterranean Basin and Its Northern Breaches As Factors in History）1915年
- 『地中海の海賊海岸』（Pirate Coasts of the Mediterranean Sea）1916年
- 『ウクライナの「平和」のテキスト：地図とともに』（Texts of the Ukraine "Peace": With Maps）1918年
- 『北部メソポタミアの古代ピードモント街道』（The Ancient Piedmont Route of Northern Mesopotamia）1919年
- 『古代地中海の穀物貿易における地理的要因』（Geographic Factors in the Ancient Mediterranean Grain Trade）1921年
- 『古代地中海の畜産における地理的状況の影響』（The Influence of Geographic Conditions Upon Ancient Mediterranean Stock-Raising）1922年
- 『古代地中海の聖堂のある岬』（The Templed Promontories of the Ancient Mediterranean）1927年
- 『古代地中海の農業』（Ancient Mediterranean Agriculture）1928年
- 『古代地中海の楽園』（Ancient Mediterranean Pleasure Gardens） 1929年
- 『地中海地域の地理：その古代史との関係』（The Geography of the Mediterranean Region: Its Relation to Ancient History）1931年